# Мария Въндева
Мария Въндева (Въндова) е българска просветна деятелка от Южна Македония.

## Биография
Мария Въндева е родена в несъществуващото днес село Лесково, тогава в Османската империя. В 1909 година завършва Солунската българска девическа гимназия с осемнадесетия ѝ випуск, след което започва да преподава из Македония.
През учебната 1912/1913 година е учителка в Енидже Вардар, след което е прогонена от гръцките власти в Свободна България.